# Refugi de Pleta de la Vila
El refugi de Pleta de la Vila era un refugi forestal a 1.500 m d'altitud del municipi de Saldes (Berguedà) situat al vessant nord de la Serra d'Ensija. Per arribar-hi cal agafar el desviament a l'esquerra a coll de la Trapa i seguir 5 km de carretera de muntanya asfaltada fins a peu de l'antic refugi. Actualment aquesta construcció ja no està en servei i en el seu emplaçament hi ha el camp de neu del Parc de Palomera Arxivat 2008-07-19 a Wayback Machine. i d'activitat de lleure a l'estiu. Al seu voltant hi ha una important àrea de picnic.
Més informació: Web de la FEEC Arxivat 2006-10-19 a Wayback Machine.